# Damernas höga hopp i simhopp vid olympiska sommarspelen 2004
Damernas höga hopp i de olympiska simhoppstävlingarna vid de olympiska sommarspelen 2004 hölls den 21-22 augusti i Athens Olympic Sports Complex. 

## Medaljörer
| Event              | Guld                         | Silver         | Brons                   |
| 10 meter höga hopp | Chantelle Newbery Australien | Lao Lishi Kina | Loudy Tourky Australien |

## Resultat
| Placering | Simhoppare           | Land        | Kval   | Kval      | Semifinal        | Semifinal        | Semifinal        | Semifinal        | Final            | Final            | Final            |
| Placering | Simhoppare           | Land        | Poäng  | Placering | Poäng            | Placering        | Totalt           | Placering        | Poäng            | Placering        | Totalt           |
| --------- | -------------------- | ----------- | ------ | --------- | ---------------- | ---------------- | ---------------- | ---------------- | ---------------- | ---------------- | ---------------- |
| 1         | Chantelle Newbery    | Australien  | 346,95 | 6         | 198,30           | 3                | 545,25           | 3                | 392,01           | 1                | 590,31           |
| 2         | Lao Lishi            | Kina        | 348,93 | 4         | 203,04           | 1                | 551,97           | 2                | 373,26           | 2                | 576,30           |
| 3         | Loudy Tourky         | Australien  | 367,23 | 2         | 192,87           | 5                | 560,10           | 1                | 368,79           | 3                | 561,66           |
| 4         | Émilie Heymans       | Kanada      | 351,12 | 3         | 187,05           | 8                | 538,17           | 5                | 367,98           | 4                | 555,03           |
| 5         | Laura Wilkinson      | USA         | 314,19 | 13        | 194,52           | 4                | 508,71           | 10               | 355,20           | 5                | 549,72           |
| 6         | Li Ting              | Kina        | 339,69 | 7         | 198,33           | 2                | 538,02           | 6                | 348,15           | 6                | 546,48           |
| 7         | Myriam Boileau       | Kanada      | 329,64 | 9         | 187,92           | 6                | 517,56           | 9                | 342,33           | 7                | 530,25           |
| 8         | Tania Cagnotto       | Italien     | 339,15 | 8         | 187,29           | 7                | 526,44           | 7                | 331,38           | 8                | 518,67           |
| 9         | Olena Zjupina        | Ukraina     | 371,10 | 1         | 172,47           | 11               | 543,57           | 4                | 325,23           | 9                | 497,70           |
| 10        | Sara Hildebrand      | USA         | 308,49 | 14        | 180,69           | 9                | 489,18           | 11               | 304,08           | 11               | 484,77           |
| 11        | Takiri Miyazaki      | Japan       | 315,78 | 12        | 170,85           | 13               | 486,63           | 12               | 308,25           | 10               | 479,10           |
| 12        | Paola Espinosa       | Mexiko      | 348,03 | 5         | 171,18           | 12               | 519,21           | 8                | 284,22           | 12               | 455,40           |
| 13        | Jashia Luna          | Mexiko      | 328,62 | 10        | 153,18           | 17               | 481,80           | 13               | Gick inte vidare | Gick inte vidare | Gick inte vidare |
| 14        | Annett Gamm          | Tyskland    | 301,86 | 18        | 176,34           | 10               | 478,20           | 14               | Gick inte vidare | Gick inte vidare | Gick inte vidare |
| 15        | Anja Richter         | Österrike   | 302,16 | 17        | 170,28           | 14               | 472,44           | 15               | Gick inte vidare | Gick inte vidare | Gick inte vidare |
| 16        | Juliana Veloso       | Brasilien   | 302,31 | 16        | 167,64           | 15               | 469,95           | 16               | Gick inte vidare | Gick inte vidare | Gick inte vidare |
| 17        | Eftihia Pappa        | Grekland    | 307,65 | 15        | 156,24           | 16               | 463,89           | 17               | Gick inte vidare | Gick inte vidare | Gick inte vidare |
| 18        | Angelique Rodriguez  | Puerto Rico | 316,08 | 11        | 139,86           | 18               | 455,94           | 18               | Gick inte vidare | Gick inte vidare | Gick inte vidare |
| 19        | Svetlana Timosjinina | Ryssland    | 289,68 | 19        | Gick inte vidare | Gick inte vidare | Gick inte vidare | Gick inte vidare | Gick inte vidare | Gick inte vidare | Gick inte vidare |
| 20        | Dolores Saez         | Spanien     | 278,43 | 20        | Gick inte vidare | Gick inte vidare | Gick inte vidare | Gick inte vidare | Gick inte vidare | Gick inte vidare | Gick inte vidare |
| 21        | Leong Mun Yee        | Malaysia    | 273,33 | 21        | Gick inte vidare | Gick inte vidare | Gick inte vidare | Gick inte vidare | Gick inte vidare | Gick inte vidare | Gick inte vidare |
| 22        | Jon Hyon-Ju          | Nordkorea   | 272,01 | 22        | Gick inte vidare | Gick inte vidare | Gick inte vidare | Gick inte vidare | Gick inte vidare | Gick inte vidare | Gick inte vidare |
| 23        | Olga Leonova         | Ukraina     | 271,92 | 23        | Gick inte vidare | Gick inte vidare | Gick inte vidare | Gick inte vidare | Gick inte vidare | Gick inte vidare | Gick inte vidare |
| 24        | Ramona Maria Ciobanu | Rumänien    | 268,23 | 24        | Gick inte vidare | Gick inte vidare | Gick inte vidare | Gick inte vidare | Gick inte vidare | Gick inte vidare | Gick inte vidare |
| 25        | Kim Kyong-Ju         | Nordkorea   | 263,52 | 25        | Gick inte vidare | Gick inte vidare | Gick inte vidare | Gick inte vidare | Gick inte vidare | Gick inte vidare | Gick inte vidare |
| 26        | Yolanda Ortíz        | Kuba        | 259,47 | 26        | Gick inte vidare | Gick inte vidare | Gick inte vidare | Gick inte vidare | Gick inte vidare | Gick inte vidare | Gick inte vidare |
| 27        | Julia Koltunova      | Ryssland    | 257,55 | 27        | Gick inte vidare | Gick inte vidare | Gick inte vidare | Gick inte vidare | Gick inte vidare | Gick inte vidare | Gick inte vidare |
| 28        | Christin Steuer      | Tyskland    | 256,77 | 28        | Gick inte vidare | Gick inte vidare | Gick inte vidare | Gick inte vidare | Gick inte vidare | Gick inte vidare | Gick inte vidare |
| 29        | Leire Santos         | Spanien     | 246,84 | 29        | Gick inte vidare | Gick inte vidare | Gick inte vidare | Gick inte vidare | Gick inte vidare | Gick inte vidare | Gick inte vidare |
| 30        | Yaima Mena           | Kuba        | 238,44 | 30        | Gick inte vidare | Gick inte vidare | Gick inte vidare | Gick inte vidare | Gick inte vidare | Gick inte vidare | Gick inte vidare |
| 31        | Marion Reiff         | Österrike   | 232,35 | 31        | Gick inte vidare | Gick inte vidare | Gick inte vidare | Gick inte vidare | Gick inte vidare | Gick inte vidare | Gick inte vidare |
| 32        | Valentina Marocchi   | Italien     | 221,85 | 32        | Gick inte vidare | Gick inte vidare | Gick inte vidare | Gick inte vidare | Gick inte vidare | Gick inte vidare | Gick inte vidare |
| 33        | Claire Febvay        | Frankrike   | 195,06 | 33        | Gick inte vidare | Gick inte vidare | Gick inte vidare | Gick inte vidare | Gick inte vidare | Gick inte vidare | Gick inte vidare |
| 34        | Jenna Dreyer         | Sydafrika   | 186,90 | 34        | Gick inte vidare | Gick inte vidare | Gick inte vidare | Gick inte vidare | Gick inte vidare | Gick inte vidare | Gick inte vidare |